# Filmul românesc după 1948
Filmul românesc după 1948, reprezintă un capitol special și totodată important în cinematografia românească Și acest lucru derivă din faptul că se fac filme din ce în ce mai multe, unele din ele obținând premii valoroase la diferite festivaluri internaționale de film.

## Perioada1948-1989

### „Noi” concepții în cinematografie
2 noiembrie 1948 înseamnă pentru cinematografia românească un nou început: se semnează Decretul 303 privind „naționalizarea industriei cinematografice și reglementarea comerțului cu produse cinematografice”.
Că a fost un început bun sau rău, timpul va decide; se mai poate numi Perioada filmului socialist. Noua putere instalată, urmând „învățătura marelui Lenin idealogul orânduirii clasei proletare” care arăta că „Cinematografia este cea mai importantă pentru noi”, însă nu ca artă ci ca un instrument de influiențare ideologică , va subvenționa din plin crearea de filme pe față, ca o necesitate, ca un imperativ, întrucât filmul făcea propagandă.
Într-o epocă în care a nu fi cu noi înseamnă a fi împotriva noastră, filmul trebuia să militeze pentru arătarea realităților noii societăți. Filmul socialist trebuia să oglindească lupta omului nou împotriva vechii societăți retrograde, a societății exploatării omului de către om, plină de capitaliști și moșieri care sug sângele poporului muncitor. Tema multor filme era: clasa retrogradă, burghezo-moșierească, prin cozile lor de topor vrea să zădărnicească noile obiective ale socialismului victorios; dar aceste nu vor reuși întrucât Partidul Muncitoresc Român (mai târziu Comunist) prin activiștii săi vor îndruma, după caz muncitorii sau țăranii, spre victorie. Aceleași teme se găsesc și în documentare și jurnalele de actualități. Tot ce se prezenta în aceste producții era aurit cu mărețele realizări ale clasei muncitoare aliată cu țărănimea muncitoare.
Remarcăm și faptul că și alegerea actorilor pentru asemenea producții nu era întâmplătoare. Pentru chiaburi erau aleși actori grași, dacă se poate burtoși, țăranii săraci erau actorii slabi dar cu privire tăioasă, mers hotărât, activiștii erau actorii cu un aspect cât mai muncitoresc, mușchiuloși, cu priviri agere. Alegerea actorilor era foarte importantă în schițarea personajului pe care trebuia să-l reprezinte.
Se poate spune fără echivoc că arta cinematografică era de fapt o ilustrare a ideologiei epocii. Filmul trebuia să fie demascare, imn pentru o viață nouă, o pledoarie pentru..., trage un semnal de alarmă, exprimă trecutul glorios al luptei clasei muncitoare sau țărăniumii muncitoare.
Pentru a avea cadre se înființează Institutul de artă cinematografică, cel care are menirea de a pregăti noile cadre necesare noii cinematografii: actori, regizori și operatori imagine. Aici au absolvit generația de aur nu numai a ecranului românesc ci și a teatrului național, actorii Silvia Popovici, Iurie Darie, Florin Piersic, Amza Pelea, Dem Rădulescu, Stela Popescu, Sebastian Papaiani, Leopoldina Bălănuță, Draga Olteanu Matei, regizori ca Manole Marcus, Geo Saizescu, Iulian Mihu, Gheorghe Vitanidis și mulți alți actori și regizori care și-au adus o contribuție deosebită atât pentru cinematografia românească, cât și pentru teatru național românesc.
De asemeni faptul de a avea o cinematografie națională după o perioadă când vechiul regim nu prea investise nimic în noua artă, autoritatea socialistă prin investițiile făcute dorea să arate lumii întregi și să argumenteze totodată cât de mult îi pasă de noua artă, „a șaptea artă” cum cu „mândrie” spuneau îndrumătorii culturali ai muncii cu filmul, numiți și lucrători cu fleanca de către profesioniști cei care făceam cinema din pasiune.. Aceștia erau oameni care în proporție de 90% nu aveau nicio legătură nu numai cu filmul, dar nici cu cultura, oameni care nu aveau nici cel puțin o pregătire medie, oameni proveniți din te miri ce medii care de multe ori ei însăși în diferite discuții spuneau ca filmul este „cai verzi pe pereți”. Cel puțin în rețeaua de difuzare, directori ai intreprinderilor cinematografice, la început regionale, apoi județene, erau numiți activiști care la un moment dat nu mai corespunseseră cerințelor exigente a muncii de partid. Însă scopul adevărat al numirii acestor cadre era cel arătat mai sus. Și aici au fost excepții uneori, excepții care au fost benefice activității de difuzare. Chiar dacă la venirea în intreprinderea cinematografică nu aveau nimic comun cu filmul, lumea mirifică a ecranului pe unii i-a fascinat, le-a schimbat concepția despre film și ulterior au contribuit benefic la activitate. S-au antrenat în obținere de fonduri pentru schimbarea aparaturii depășită din punct de vedere fizic și tehnic, au schimbat aspectul sălilor de spectacol mobilându-le elegant cu fotolii tapițate în locul celor din lemn, au achiziționat instalații de ventilație și multe altele pentru un spectacol cinematografic de calitate.

### Baza tehnico-materială[3]
La naționalizare baza tehnico-materială a producției de filme era reprezentată prin:
- studio cinematografic alcătuit dintr-un platou de 200 mp, cabine de montaj, o instalație de înregistrat sunet și alte anexe
- laborator de prelucrare a peliculei la Mogoșoaia, echipat cu mașini de developat și copiat peliculă de 35 mm alb-negru, care asigura toate lucrările de creație și tiraj pentru întreaga producție autohtonă și străină.

Acest fapt face ca forurile conducătoare de partid și stat să ia hotărârea înființării unui centru de producție cinematografică. În anul 1950 începe la Buftea construcția a ceea ce se va numi „Centrul de producție cinematografică Buftea” sau cum era cunoscut ca „C.P.C.Buftea” (astăzi „Studiourile Mediapro”), lucrare ce se va termina în 1959. Ca dotare tehnică, „C.P.C” Buftea, rivaliza cu orice studio cinematografic vest-european. 
În acest timp o serie de filme au fost realizate în „Complexul Floreasca” care din 1956 este preluat de „Televiziunea Română”. Acesta era mult mai mare ca cel luat la naționalizare (600 mp), avea sală de inregistrare, instalații anexe și laborator pentru prelucrarea peliculei de 35 mm alb-negru și color (Orwo color). Un alt studio de circa 320 mp se face în localul fostului cinema „Tomis”, lângă biserica Sf. Vineri. Tot la „Platoul Tomis” începând de prin 1954 s-a alocat o suprafață pentru producția de filme de animație -păpuși, cartoane decupate- (Bob Călinescu, Olimp Vărășteanu).
Pentru realizare de aparatură necesară atât studiourilor,cât și rețelei de difuzare a filmelor se înființează în anul 1950 „Intreprinderea de Stat Tehnocin”, care din 1959 se comasează cu „Industria Optică Română”. S-au produs aparate de proiecție pentru film de 35 mm și 16 mm, instalații de sunet pentru săli, cât și reflectoare, travlinguri, rivalte pentru studiouri. 
Pentru început aparatele de proiecție pentru filmul de 16 mm, model portabile necesare „cineficării la sate” sau pentru dotarea laboratoarelor de școală s-a făcut prin asimilarea unui tip de construcție sovietică (Kinap-Ucraina). Ulterior, acesta se modernizează în special în citirea și redarea sunetului prin sistemul optic de citire a sunetului și amplificator. După anul 1973 se asimilează de către IOR un nou tip de aparat cu înalte calități tehnice de proiecție și redarea a sunetului. Paralel cu aceste modele portabile care asigură, datorită sursei de lumină o proiecție bună în săli de circa 16 m, s-au mai asimilat de către IOR și aparate staționare pentru film de 16 mm pentru săli de dimensiuni mijlocii(16-25m) dotate cu surse de lumină puternice, la început cu lampă cu arc voltaic, apoi lampă cu xenon.
Aparatele de proiecție cinematografică pentru filmul de 35 mm, după un import inițial din U.R.S.S, au fost realizate în țară, realizându-se 8 tipuri de aparate, de la cel mai „simplu” până la cel mai modern, toate fiind concepute de către tehnicieni și ingineri români. 
De asemeni pentru a avea cadre tehnice bine pregătite să lucreze atât în studiouri, cât și în exploatarea aparaturii de proiecție cinematografice, înființează școli profesionale pentru proiecționiști la Craiova și Târgu Mureș, iar la București o Școală tehnică pentru personal tehnic (tehnicieni pentru rețeaua de cinematografe și pentru studiouri).

### Producție de filmși difuzare[4][5]
Vorbeam mai sus despre documentare și jurnale de actualități atât de necesare propagandei comuniste. Pentru acest lucru în anul 1950 este înființat Studioul „Alexandru Sahia”, dotat la acea vreme cu tot ce era mai bun pe piață: aparate de reportaj de tip Arriflex, instalații de înregistrarea sunetului portabile și fixe de tip Klang, Perfectone și Negra, mese de montaj Prevost și altele. Din 1954 trece și la un alt gen de documentar, Filmul de știință popularizată. La inceputul anilor 1960 Tiberiu Lazar (Gidali) - fiul operatorului Emerich Gidali, realiza pentru prima data in Romania ( si, din Europa de Est) o filmare profesionala subacvatica. A folosit un AQUAFLEX produs de Eclair (cea mai folosita camera de filmare subacvatica de la inceputul anilor 1960 pana dupa 1990, cel putin in Romania) . Era o camera profesionala de 35mm special creata pentru filmari subacvatice cu carcasa dedicata ( Cameflex) made in France, cantarind in jur de 40 kg. Traditia a ramas in familie, Daniel Uko Lazar (Gidali) fiind a doua generatie de cameramani subacvatici din Romania ( si a treia generatie de creatori vizuali). Daniel Uko Lazar (Gidali) obtinand in 2007 marele premiu la festivalul international de film Ekotopfilm,  festival de film din Slovacia.
Dacă până în anul 1948, producția de filme de animație a fost ca și inexistentă, după acest an au început să fie realizate multe filme în cadrul „Studioului București”, ajungându-se la un număr de 15 filme în 1955. Să amintim de contribuția valoroasă a celui ce a fost Ion Popescu-Gopo, părintele „omulețului” care cu a sa „Scurtă istorie” în 1957 la Cannes obține Marele Premiu. Succesele animației românești determină autoritățile să inființeze studioul „Animafilm” în anul 1964.Tot aici s-au realizat diafilme, diapozitive pentru uz didactic și spoturi publicitare.
În ceace privește difuzarea filmelor, după naționalizarea sălilor (numai de 35 mm, întrucât de 16 mm nu existau) s-a ajuns la concluzia că multe trebuiau închise datorită degradării sau a aparaturii depășită moral și fizic. Mai urmează și o degringoladă privind administrarea și exploatarea sălilor și îndrumarea de specialitate, ajungând ca la unele județe această activitate să fie la „spații verzi”. Aceast lucru duce ca la 7 iunie 1950, să fie înființat „Comitetul pentru Cinematografie” pe lângă Consiliul de miniștrii, iar în cadrul lui să funcționeze „Direcția Rețelei Cinematografice”. Ulterior s-au înființat Intreprinderi Cinematografice de Stat Județene controlate de D.R.C. Importanța acestora a dus la alocarea de fonduri necesare dezvoltării rețelei de distribuției a filmelor, implicit a sălilor și dezvoltarea cinematografelor de 16 mm în mediul rural (cunoscută și ca cineficare). Se importă din U.R.S.S în anii 1950 1000 de aparate de proiecție de 16 mm și 100 caravane cinematografice pentru introducerea filmului la sate. Și în următorii ani se fac reorganizări. Astfel în iulie 1952 ia ființă „Direcția Difuzării Filmelor (D.D.F.)”. Aceste două direcții în 1956 se vor uni sub denumirea de „Direcția Rețelei Cinematografice și a Difuzării Filmelor(D.R.C.D.F)”, sub îndrumarea Ministerului Culturii. Scopul acesteia era să promoveze o politică unitară privind sălile de cinema din țară, controlul și îndrumarea muncii politico-ideologice cu filmul, difuzarea filmului funcție de cerințele politico-ideologice din diversele etape ale construirii socialismului, cât și planul economico-financiar de îndeplinit.
Reoganizările vor continua, astfel că în anul 1971 se înființează „Centrala România-Film”, care are în subordine C.P.C. Buftea, finanțarea producției de film prin cinci case de producție, import-exportul și difuzarea filmelor în cele 40 intreprinderi județene și a municipiului București
Cu toate că repertoriul cinematografelor din această perioadă nu are nicio legătură cu filmul românesc, este bine de amintit și cum s-a făcut difuzarea în sălile de cinema. Producția de film românesc, așa cum era la 1948 era ca și inexistentă. Începutul timid al producției de film românesc l-a făcut regizorul Paul Călinescu cu filmul „Răsună Valea”. Tema subiectului asemănătoare cu cea arătată mai sus. Ori la asemenea bogată producție națională erau necesare și alte filme în repertoriul difuzării. De aceea orientarea a fost către importul de filme tot din țările care pornise pe drumul construirii socialismului. Multe din ele aveau tot ca noi o bogată producție și atunci orientarea a fost către țara cu cea mai bună și educativă cinematografie din lume, U.R.S.S. De aici au fost aduse și prezentat filmele cu un înalt conținut ideologic. 
Sigur că nu putem spune că toate au fost de acest gen. Așa cum și la noi, pe lângă filme de propagandă, realizatorii dezvoltă și producții care fără să renunțe la valorile „educative”, produc și filme de divertisment, de capă și spadă, ecranizări al literaturii ruse. Filme au fost aduse chiar și din alte țări, prin aceasta înțelegându-se țările capitaliste ( în special Franța, Italia, Anglia, după 1960 S.U.A., Mexic, Canada și chiar Spania lui Franco). Trebuie spus și recunoscut că achiziționarea acestor filme a fost foarte riguroasă din punct de vedere a subiectelor. Publicul cinefil totuși nu a fost lipsit de marile capodopere ale cinematografiei mondiale ca Roma oraș deschis, Hoți de biciclete, Roco și frații săi(neorealismul italian), Procesul de la Nürnberg, Ghici cine vine la cina, În arșița nopții, o serie de werstern-uri, neegalabilul Pe aripile vântului (S.U.A.) și multe altele din Franța, Anglia, Spania, Mexic, Japonia, China.
Odată cu mărirea numărului de filme produse de casele de filme românești (unele cu un slab conținut comercial dar un înalt conținut politico-ideologic, pe care publicul le evita), reducerea valutei pentru import, repertoriul de filme, în special cel de artă, a avut de suferit. La un moment dat se vorbea de un repertoriu de 40% filme românești și 60% străine, aici intrând și cele din țări frățești. De multe ori chiar și acestea erau ostile propagandei ceaușiste ( nu se mai putea spune comuniste), așa cum a fost „Micuța Vera” (U.R.S.S.) care deja reliefa „perestroika”.
La un moment dat, multe intreprinderi cinematografice pentru a-și asigura planul la încasări (până la urmă acesta era scopul, pentru a-și putea sigura salariile lucrătorilor), recurgeau la diferite soluții nu tocmai „ortodoxe”. Sub masca unor „festivaluri de film” cu denumiri ca „Rezistența anitifascistă”, prezentau filme „vest” ca „Eroii de la Telemark”, „Castelui Vulturilor”, „Trenul colonelului Von Ryan” și altele cu actori ca Richard Burton, Harrison Ford, după 1980 luate de la arhivă, la care adaugai și un românesc, uneori bun care oricum aducea public ca „Pistruiatul” lui Sergiu Nicolaescu.
Teme de organizare a unor astfel de manifestări se găseau, depinzând și de imaginația celor care se ocupau cu activitatea de difuzare a filmului din intreprinderea respectivă cât și de cultura lor cinematografică (pe care unii nu o aveau). Realizările bănești erau bune și foarte bune, dar..., exista un dar în funcție de organizatori. Datorită unor premii bănești promise de mai „marii activiști ai muncii politice cu filmul”, multe din aceste realizări erau trecute de la filmele „vest” la filmul românesc, dar la filmul românesc „cu înalt conținut politico-ideologic”, cum erau documentarele executate „despre activitatea revoluționară a tovarășului Ceaușescu” sau filme artistice care „oglindeau realitatea socialistă”. Niciodată la „Dacii”, „Luchian”, „Osânda”, „Mihai Viteazul”, „Batălie pentru Roma”, „Felix și Otilia”, westernurile lui Dan Pița, „Trecătoarele iubiri”, seria „Veronica”, „Liceenii” și în general toate care au fost realizate deosebit, cum spuneau cei din rețea, fără politică și care aduceau venituri prin venirea publicului doritor de artă, nu de propagandă comunistă.
Filmele de început a cinematografiei noi, socialiste s-a caracterizat prin tematici cu totul ignorate până la instaurarea regimului popular. În noile producții de film apar pentru prima dată oamenii muncii. Aceștia deveneau eroii principali; ei sunt brigadierii de la Șantierul Bumbești-Livezeni în filmul Răsună valea (Paul Călinescu, 1951), ei sunt țăranii, care dintr-o dată ies din izolarea lor și vor gospodărie colectivă ca a fraților din răsărit în filmul În sat la noi, ei sunt clasa muncitoare care luptă pentru o viață bună in filmul Nepoții gornistului (Dinu Negreanu, 1952) și ei sunt intelectualii care fac o cotitură radicală și se integrează construcției socialiste în filmul Viața învinge.
Producțiile acestea ale unui nou început al filmului românesc, din punct de vedere artistic sufereau de o lipsă de experiență care uneori ducea la o exprimare mai mult teatrală, care ne duce cu gândul la filmul începuturilor, Independența României.
Cu timpul acest mic neajuns a fost trecut și astfel filmul Mitrea Cocor (după romanul omonim a lui Mihail Sadoveanu), regizat de Victor Eftimiu (1952) ajunge să ia un premiu la Festivalul de film de la Karlovy Vary, „Premiul luptei pentru progres social”. Este bine să amintim că acest roman (controversat privind adevăratul autor) deschide „drumul realismului socialist în literatură”, visul literar al noii puteri instalate după anul 1947.
Peste doar doi ani în anul 1954, Paul Călinescu, realizează filmul Desfășurarea după nuvela lui Marin Preda, care în spiritul realismului socialist redă "viața nouă a țăranului pornit pe drumul vieții socialiste", încă un punct marcat al propagandei prin film a regimului comunist.
S-a trecut și la realizare de ecranizări după clasici români sau străini. Este demn de amintit debutul regizoral a cunoscuților mai târziu Iulian Mihu și Manole Marcus, care realizează filmul La mere după o nuvelă a lui Cehov, care pune în lumină capacitatea lor de a realiza filme.
Dar realizarea de seamă a vremii a fost La moara cu noroc după nuvela lui Ioan Slavici realizat de Victor Iliu(1958).